# Pokrowśke (rejon koriukowski)
Pokrowśke (ukr. Покровське, do 2016 Żowtnewe, ukr. Жовтневе) – wieś na Ukrainie, w obwodzie czernihowskim, w rejonie koriukowskim, w hromadzie Mena. W 2021 liczyła 825 mieszkańców.